# Nina Miranda

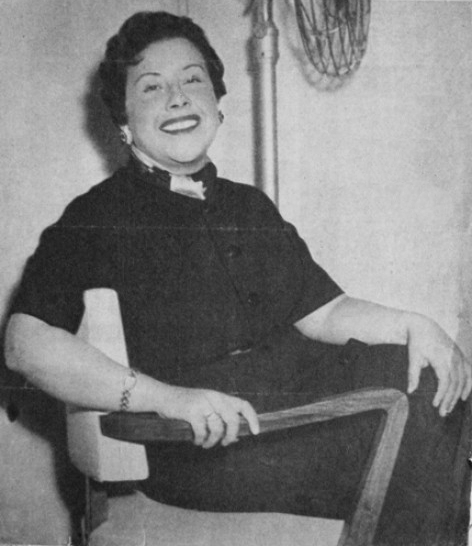
Nina Miranda

Nina Miranda (8 tháng 11 năm 1925 – 1 tháng 1 năm 2012) là một ca sĩ và nhà soạn nhạc tango người Uruguay định cư ở Argentina vào đầu những năm 1950. Cô được biết đến với các bài hát như "Maula", "Garufa", "Mamá, yo quiero un novio", "La tigra" và bài nổi tiếng "Fumando espero".

## Tuổi thơ và giáo dục ban đầu
Nelly María Hunter được sinh ra ở Aguada, Montevideo. Vào năm tám tuổi, cô tham gia và giành chiến thắng trong một cuộc thi hát sau khi cha của một người bạn học nghe cô hát. Cô đã di chuyển nhiều lần khi còn nhỏ, trải qua những năm tháng tuổi teen trong khu phố Cerrito de la Victoria ở Montevideo tại 3463 Bruno Méndez Street.

## Sự nghiệp
Sau khi chiến thắng một cuộc thi vào năm 1942 trên CX 36 Radio Centenario, cô đã nhận được hợp đồng ba tháng. Sau đó, cô tham gia một dàn nhạc của phụ nữ, Las Lasondondinas, do Teresita Añón lãnh đạo, hát các bản tango, milongas và waltz. Họ lưu diễn ở phía nam Brazil, tới Porto Alegre. Một chuyến lưu diễn tiếp theo đã đưa dàn nhạc đến một hộp đêm ở São Paulo có tên Okey. Quay trở lại Montevideo, họ biểu diễn tại Café Palace của Palacio Salvo.
Miranda đã biểu diễn cùng Francisco Reinares, Emilio Pellejero, Roberto Luratti trước khi thực hiện bản thu âm đầu tiên của cô, đó là với Juan Cao. Sau đó, cô hát như một bộ đôi song ca với Alberto Bianchi. Đến năm 1948, cô xuất hiện tại khách sạn Rambla cùng dàn nhạc Emilio Pellejero. Năm 1952, cô đã thu âm bài hát Maula trở thành hit và được phát sóng hàng ngày trên các đài phát thanh.
Vào tháng 8 năm 1955, cô đã đến Buenos Aires để mở rộng cơ hội nghệ thuật của mình, được hỗ trợ bởi nhà báo Augusto Bonardo, giám đốc Đài phát thanh El Espectador của Montevideo. Tại Radio Centenario, cô đã thu âm với dàn nhạc Donato Racciati cho Sondor và với Graciano Gómez cho Odeon Records. Ban đầu, cô thu âm mười bốn bài hát. Trên đài phát thanh, cô đã biểu diễn hai lần một tuần với Dàn nhạc Lucio Demare. Sau khi Juan Perón rời văn phòng và biên giới với Uruguay được mở cửa trở lại, cô đã bay qua bay lại giữa Buenos Aires và Montevideo để biểu diễn trên Radio El Espectador với một sextet do Oldimar Cáceres dẫn đầu. Cuộc chia tay của cô với Graciano Gómez xảy ra sau chuyến lưu diễn ở phía bắc Argentina. Một chuyến lưu diễn tiếp theo, lần này là dàn nhạc do Héctor Norton dẫn đầu. Sau đó, cô lưu diễn cho đến năm 1958 với đoàn nhạc riêng do Fernando Córdoba dẫn đầu. Cô kết hôn với một nhà công nghiệp vào năm 1957, và sau đó nghỉ hưu. Sau khi ông qua đời năm 2004, cô trở lại với tango, lưu diễn ở Pháp, Anh, Trung Quốc và Brazil. Cô đã qua đời ở Buenos Aires vào năm 2012.